# Électroéjaculation

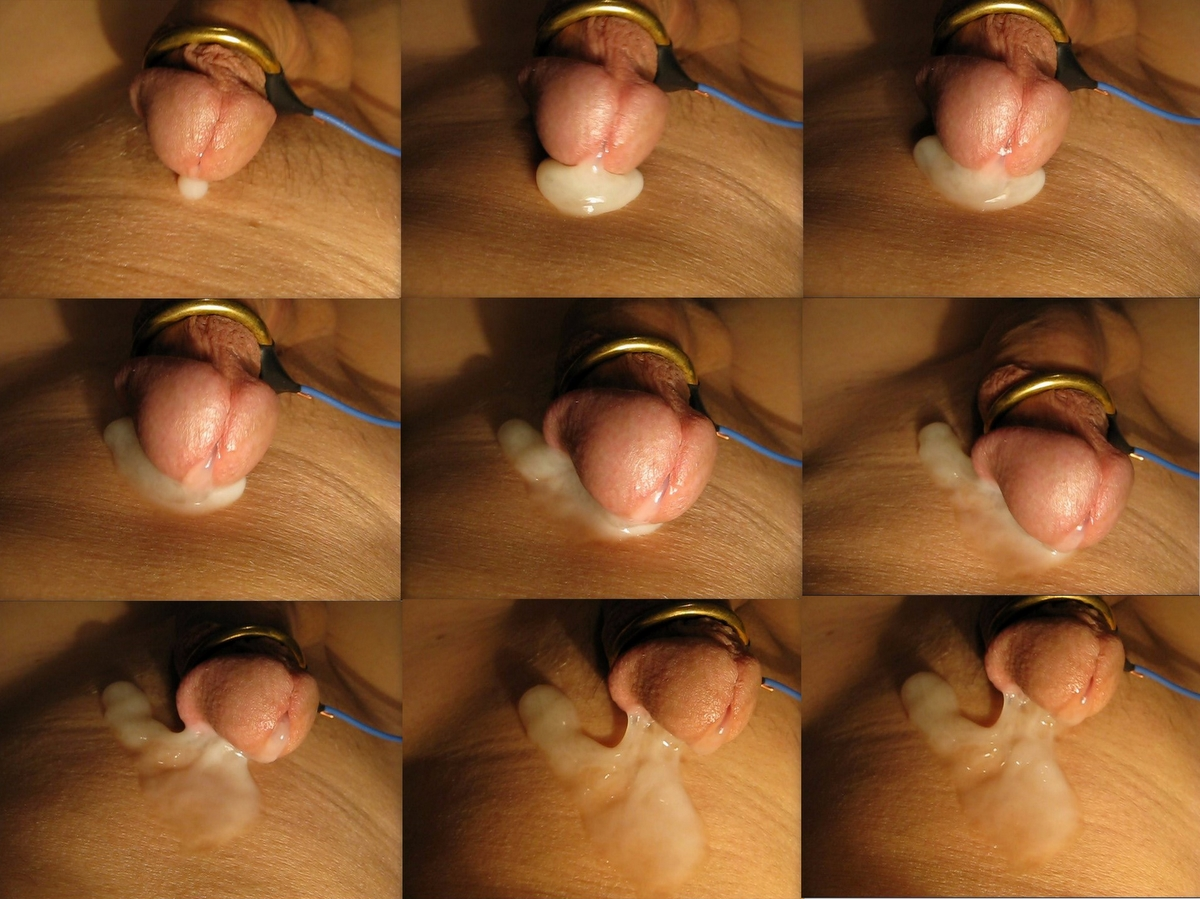
Séquence d'images photographiques représentant une électroéjaculation

L’électroéjaculation ou électro-éjaculation est une technique de prélèvement de sperme. Une électrode bipolaire est placée dans le rectum pour stimuler électriquement la prostate et obtenir l'éjaculation.
L'électroéjaculation est une méthode utilisée en laboratoire chez le macaque pour des analyses de maturité sexuelle. Elle est également une méthode de prélèvement très utilisée pour l'insémination artificielle des félins, pour la production de paillettes de sperme de taureau lorsque le vagin artificiel ne peut être utilisé ou encore chez l'homme, notamment dans les cas de dysfonctionnement de l'érection.